# Stenomacrus merula
Stenomacrus merula är en stekelart som först beskrevs av Johann Ludwig Christian Gravenhorst 1829.  Stenomacrus merula ingår i släktet Stenomacrus och familjen brokparasitsteklar. Arten är reproducerande i Sverige. Utöver nominatformen finns också underarten S. m. alpestrator.